# آلسیو کوسو
آلسیو کوسو (انگلیسی: Alessio Cossu؛ زادهٔ ۱۴ ژانویهٔ ۱۹۸۶) بازیکن فوتبال اهل ایتالیا است.
از باشگاه‌هایی که در آن بازی کرده‌است می‌توان به باشگاه فوتبال کالیاری اشاره کرد.